# Helius camerounensis
Helius camerounensis är en tvåvingeart som först beskrevs av Alexander 1920.  Helius camerounensis ingår i släktet Helius och familjen småharkrankar. Inga underarter finns listade i Catalogue of Life.